# Merey jezik
Merey jezik (ISO 639-3: meq; meri, mere, mofu de méri), jedan od afrazijskih jezika čadske porodice, skupina biu-madara kojim govori oko 10 000 ljudi (1982 SIL) zapadno od Merija, na Meri Massifu u kamerunskoj provinciji Far North.
Etnička grupa zove se merey ili Mere; kao dijalekt navodi se dugur.

## Vanjske poveznice
- Ethnologue (14th)
- Ethnologue (15th)